# Sebersdorf
Sebersdorf – dawna gmina położona w zachodniej Austrii, w Styrii, w powiecie Hartberg. 1 stycznia 2015 została rozwiązana, a tereny jej połączono z gminą Bad Waltersdorf, tworząc jednocześnie gminę targową Bad Waltersdorf.